# Хмелівська волость (Роменський повіт)
Хмелівська волость — історична адміністративно-територіальна одиниця Роменського повіту Полтавської губернії із центром у містечку Хмелів.
Станом на 1885 рік складалася з 55 поселень, 18 сільських громад. Населення — 13 029 осіб (6420 чоловічої статі та 6609 — жіночої), 1880 дворових господарства.
|                     | Площа, десятин | У тому числі орної, дес. |
| ------------------- | -------------- | ------------------------ |
| Сільських громад    | 11122          | 8195                     |
| Приватної власності | 9786           | 5456                     |
| Казенної власності  | 106            | —                        |
| Іншої власності     | 268            | 218                      |
| Загалом             | 21282          | 13869                    |

Основні поселення волості:
- Хмелів — колишнє державне та власницьке село при річці Хмелівка за 28 верст від повітового міста, 3800 осіб, 629 дворів, 2 православні церква, школа, 9 постоялих будинків, 41 вітряний млин, 4 лавки, 4 кузні, 4 маслобійних заводи, базари по неділях.
- Басівка — колишнє власницьке село при річці Хмелівка, 430 осіб, 79 дворів, православна церква, школа, постоялий будинок, 2 водяних млини.
- Великі Будки — колишнє державне та власницьке містечко при річці Хмелівка, 595 осіб, 68 дворів, православна церква, 3 кузні.
- Калинівка — колишнє власницьке село при річці Ромен, 840 осіб, 144 дворів, православна церква, школа, постоялий будинок, 11 вітряних млинів, 2 маслобійних заводи.
- Миколаївка — колишнє власницьке село при річці Ромен, 1050 осіб, 208 дворів, православна церква, школа, 2 постоялих будинки, кузня, 14 вітряних млинів, 2 маслобійних заводи.
- Рогинці — колишнє власницьке село при річці Ромен, 2900 осіб, 414 дворів, православна церква, школа, 4 постоялих будинки, 2 водяних і 24 вітряних млини, 3 маслобійних, пивоварний і цегельний заводи, щорічний ярмарок — 17 березня.

Старшинами волості були:
- 1900—1904 роках — унтер-офіцер Олексій Прокопович Картавий[2],[3];
- 1906—1907 роках — козак Іван Дмитрович Коваленко[4],[5];
- 1913—1915 роках — Феодосій Данилович Балюра[6],[7];
- 1916 року — Олексій Степанович Балюра[8].